# Conneaut Lakeshore
Conneaut Lakeshore é uma Região censo-designada localizada no estado norte-americano de Pensilvânia, no Condado de Crawford.

## Demografia
Segundo o censo norte-americano de 2000, a sua população era de 2502 habitantes.

## Geografia
De acordo com o United States Census Bureau tem uma área de
17,3 km², dos quais 13,5 km² cobertos por terra e 3,8 km² cobertos por água.

## Localidades na vizinhança
O diagrama seguinte representa as localidades num raio de 12 km ao redor de Conneaut Lakeshore.